# Kuehneromyces vernalis
Kuehneromyces vernalis är en svampart som först beskrevs av Pier Andrea Saccardo, och fick sitt nu gällande namn av Singer & A.H. Sm. 1946. Kuehneromyces vernalis ingår i släktet Kuehneromyces och familjen Strophariaceae.   Inga underarter finns listade i Catalogue of Life.